# Florian Hartleb

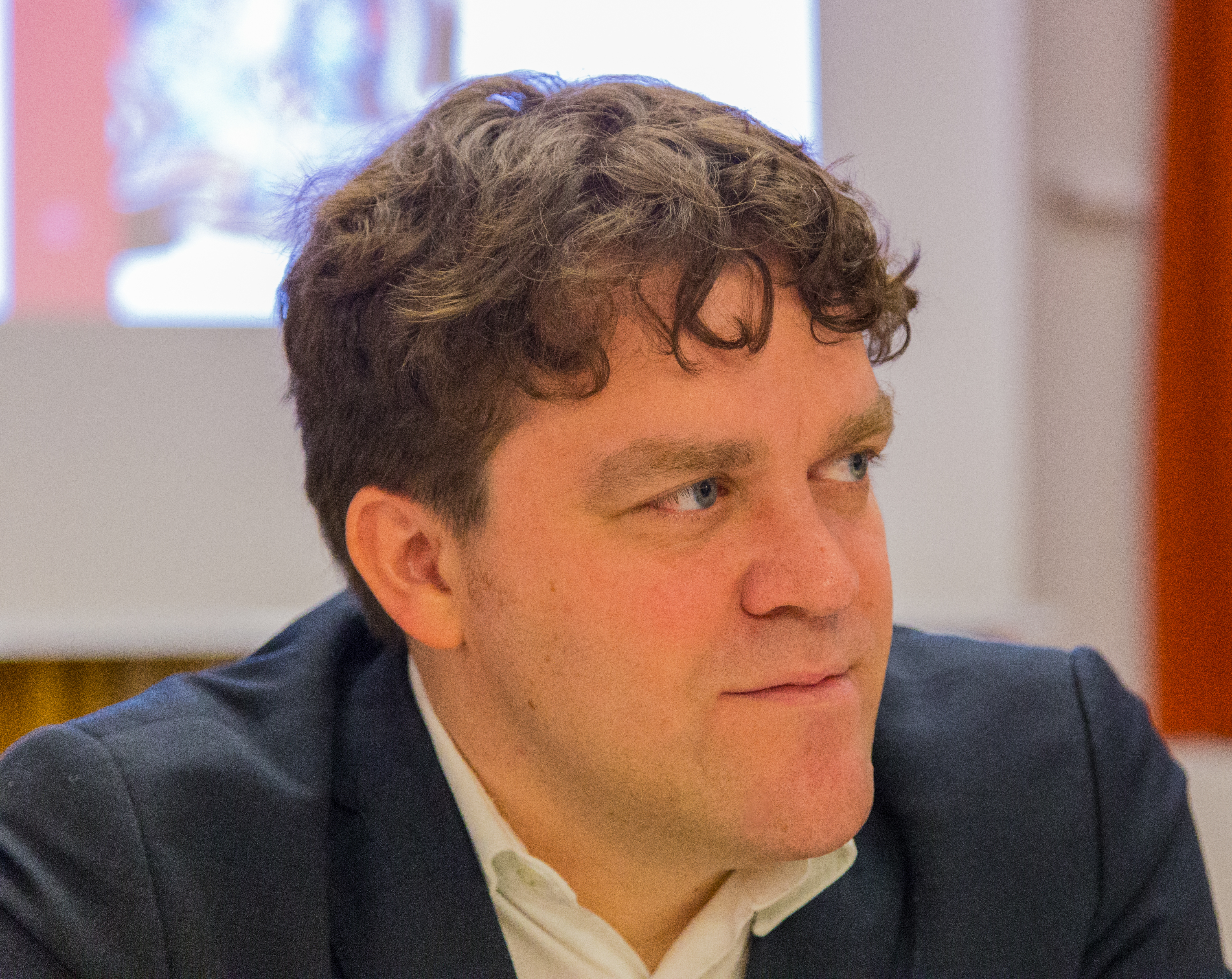
Florian Hartleb (2017)

Florian Hartleb (* 1979 in Passau) ist ein deutscher Politikwissenschaftler.

## Leben
Florian Hartleb legte 1998 am Maristengymnasium Fürstenzell sein Abitur ab, danach leistete er Grundwehrdienst bei der Bundeswehr in Külsheim und Pocking. Nach einem Auslandsaufenthalt an der Eastern Illinois University in Charleston studierte er von 1999 bis 2003 an der Universität Passau Politikwissenschaft, Rechtswissenschaft sowie Psychologie und war Stipendiat der journalistischen Nachwuchsförderung der Konrad-Adenauer-Stiftung. Er erhielt ein Promotionsstipendium der Hanns-Seidel-Stiftung und wurde 2004 beim Extremismusforscher Eckhard Jesse zum Thema Rechts- und Linkspopulismus summa cum laude zum Dr. phil. promoviert.
Im Anschluss arbeitete Hartleb als Pressereferent im Deutschen Bundestag, als wissenschaftlicher Mitarbeiter an der Technischen Universität Chemnitz und als Schulbuchautor für gymnasiale Sozialkunde. 2010 wurde er zum Professor für Politikmanagement an der Internationalen Hochschule für Exekutives Management in Berlin berufen, im Wintersemester desselben Jahres war er zudem Vertretungsprofessor für das Lehrgebiet Politische Kommunikation und Politisches Management an der Business School Potsdam. 2011/12 war er des Weiteren Research Fellow beim Centre for European Studies in Brüssel.
2012/13 lehrte Hartleb am Institut für Politische Wissenschaft und Soziologie der Rheinischen Friedrich-Wilhelms-Universität Bonn und der Hochschule für Politik München. 2013/14 und erneut ab 2016 unterrichtete er an der Katholischen Universität Eichstätt sowie ab Wintersemester 2023/24 an der Universität Passau. Darüber hinaus war er für die Deutsche Vereinigung für Politische Wissenschaft ab 2012 Sprecher des Arbeitskreises „Vergleichende Diktatur- und Extremismusforschung“, dessen Mitglied er weiterhin ist. Bis 2013 war er als Koordinator für Politikanalysen und Parteienforschung bei der Konrad-Adenauer-Stiftung in Berlin tätig.
2014/15 lebte er als Politikberater in der estnischen Hauptstadt Tallinn. 2015/16 arbeitete er in Berlin als persönlicher Berichterstatter für Wolfgang Reinhart und Manager Public Affairs beim Bundesverband mittelständische Wirtschaft. Von 2016 bis 2023 lebte Florian Hartleb als Politikberater zu den Themen Flüchtlinge und Digitalisierung (u. a. für die Bertelsmann-Stiftung) wieder in Tallinn.
Im Rahmen seiner Forschungsschwerpunkte – Populismus, Parteien, Rechtsextremismus, Linksextremismus und politische Führung sowie Digitalisierung – tritt Florian Hartleb immer wieder in überregionalen Medien auf, so in den Fernsehsendern Phoenix, ARD (Magazin Plusminus und Fakt) und ZDF. Er schreibt regelmäßig Kommentare zu aktuellen politischen Themen, etwa in der Wiener Zeitung oder in der Zeit und gibt Interviews, etwa auf Spiegel online, Pragmaticus oder Welt online. Für die Stadt München war er 2017 als einer der Gutachter zur Aufarbeitung des OEZ-Anschlags vom 22. Juli 2016 tätig. Im Mai 2018 entdeckte er in US-Medien bis dahin unbekannte Kontakte des Täters zu einem US-Attentäter. Von Oktober 2020 bis März 2022 war er als externer Sachverständiger Mitglied der vom niedersächsischen Landtag eingesetzten Enquetekommission „Rahmenbedingungen für das ehrenamtliche Engagement verbessern“. Im November 2021 ist Hartleb in den Beirat des Deutschen Feuerwehrverbandes berufen worden. Seit Dezember 2021 ist er ehrenamtlicher Affiliated Researcher beim Austrian Center for Intelligence, Propaganda and Security Studies (ACIPSS), ein international anerkanntes, gemeinnütziges Forschungszentrum in Graz. Von 1. August 2023 an war er als Forschungsdirektor beim Europäischen Forschungsinstitut für Terrorismusbekämpfung und Konfliktprävention (EICTP) in Wien tätig, ab 1. September 2025 ist er zum Professur für internationale Beziehungen an der Modul Universität in Wien berufen worden. 

## Schriften
Monografien
- Rechts- und Linkspopulismus. Eine Fallstudie anhand von Schill-Partei und PDS. VS Verlag für Sozialwissenschaften, Wiesbaden 2004, ISBN 3-531-14281-X (zugleich Dissertation, TU Chemnitz, 2004).
- Die Linke in Bayern. Entstehung, Erscheinungsbild, Perspektiven (= Aktuelle Analysen. 48). Hanns-Seidel-Stiftung, München 2008, ISBN 978-3-88795-330-0.
- Nach ihrer Etablierung – rechtspopulistische Parteien in Europa. Begriff – Strategie – Wirkung (= Zukunftsforum Politik. 107). Konrad-Adenauer-Stiftung, Sankt Augustin u. a. 2011, ISBN 978-3-942775-24-3.
- Die Occupy-Bewegung. Globalisierungskritik in neuer Maskerade. Konrad-Adenauer-Stiftung, Sankt Augustin u. a. 2012, ISBN 978-3-944015-18-7.
- mit Karsten Grabow: Europa – nein, Danke?. Studie zum Aufstieg rechts- und nationalpopulistischer Parteien in Europa. Konrad-Adenauer-Stiftung, Sankt Augustin u. a. 2013, ISBN 978-3-944015-99-6.
- mit Carmen Everts: Freiheit, die wir meinen… Was Demokratien und Diktaturen unterscheidet. Hessische Landeszentrale für Politische Bildung, Wiesbaden 2013, ISBN 978-3-943192-14-8.
- Internationaler Populismus als Konzept. Zwischen Kommunikationsstil und fester Ideologie (= International studies on populism. Bd. 1). Nomos, Baden-Baden 2014, ISBN 978-3-8329-6889-2.
- Die Stunde der Populisten. Wie sich unsere Politik trumpetisiert und was wir dagegen tun können. Wochenschau-Verlag, Schwalbach am Taunus 2017, ISBN 978-3-7344-0464-1.
- Einsame Wölfe. Der neue Terrorismus rechter Einzeltäter. Hoffmann & Campe, Hamburg 2018, ISBN 978-3-455-00455-7 (2. Auflage. 2020, ISBN 978-3-455-01035-0).
- Lone wolves. The New Terrorism of Right-Wing Single Actors. Springer, Heidelberg u. a. 2020, ISBN 978-3-030-36152-5.
- Politik in den eigenen Händen. Eine Struktur gegen den täglichen Informations-Overkill. BrainBook-Verlag, Kiedrich 2021, ISBN 978-3-96890-036-0.
- zus. mit Justus Lenz: X-Road für Deutschland. Lehren aus der estnischen Verwaltungsdigitalisierung. Friedrich-Naumann-Stiftung, Policy Paper, Berlin 2021, (shop.freiheit.org).
- Plädoyer für den digitalen Staat – Gestalten statt Verwalten. Vorbild Estland: Digitale Transformation der Verwaltung & Bürokratie in Deutschland. Eine kritische Analyse mit Zukunftsprognose. Frankfurter Allgemeine Buch, Frankfurt 2021, ISBN 978-3-96251-092-3.
- zus. m. Melani Barlai und Dániel Mikecz: Das politische System Ungarns. Nomos: Baden-Baden, 2023.
- Terrorismus als Ausfluss persönlicher Kränkungsideologie und wechselseitiger Inspiration. Das neue Phänomen rassistisch motivierter Einzeltäter, Europäisches Institut für Terrorismusbekämpfung und Konfliktprävention (EICTP), Wien 2023, (PDF)
- Teenager-Terroristen. Wie unsere Kinder radikalisiert werden –  und wie wir sie schützen können, Hoffmann & Campe, Hamburg 2025, ISBN 978-3-455-02063-2, https://hoffmann-und-campe.de/products/82030-teenagerterroristen

Herausgeberschaften
- mit Friso Wielanga: Populismus in der modernen Demokratie. Die Niederlande und Deutschland im Vergleich. Waxmann, Münster u. a. 2011, ISBN 978-3-8309-2444-9.
- mit Karsten Grabow: Exposing the Demagogues. Right-wing and National Populist Parties in Europe. Konrad-Adenauer-Stiftung/Centre for European Studies, Berlin/Brüssel 2013, ISBN 978-2-930632-26-1.
- mit Marc Coester/Anna Daun/Christoph Kopke/Vincenz Leuschner (Hrsg.): Rechter Terrorismus: international – digital – analog, Springer: Wiesbaden 2023, Reihe edition Rechtsextremismus, https://link.springer.com/book/10.1007/978-3-658-40396-6
- Antisemitism on the rise. New ideological dynamics (Hrsg.): Europäisches Institut für Terrorismusbekämpfung und Konfliktprävention (EICTP), Wien 2024, https://eictp.eu/en/eictp-research-paper-on-anti-semitism/
- zus. mit Gustav Gustenau (Hrsg.): Antisemitismus auf dem Vormarsch. Neue ideologische Dynamiken. Nomos, Baden-Baden 2024, https://www.nomos-shop.de/de/p/antisemitismus-auf-dem-vormarsch-gr-978-3-7560-1858-1
- Gastherausgeber „Special issue: Extremismen im Vergleich“, in: Journal for Intelligence, Propaganda and Security Studies, Ausgabe 2024/, https://acipss.org/wp-content/uploads/2025/04/editS_JIPSS_V18_N1.pdf

Beiträge in Sammelbänden und Fachzeitschriften (Auswahl)
- Auf- und Abstieg der Hamburger Schill-Partei. In: Hans Zehetmair (Hrsg.): Das deutsche Parteiensystem. Perspektiven für das 21. Jahrhundert. VS Verlag für Sozialwissenschaften, Wiesbaden 2004, ISBN 3-531-14477-4, S. 213 ff.
- mit Frank Decker: Das Scheitern der Schill-Partei als regionaler Machtfaktor: typisch für Rechtspopulismus in Deutschland? In: Susanne Frölich-Steffen, Lars Rensmann (Hrsg.): Populisten an der Macht. Populistische Regierungsparteien in West- und Osteuropa. Mit einem Vorwort von Cas Mudde. Braumüller, Wien 2005, ISBN 3-7003-1521-X, S. 105 ff.
- Rechts- und Linkspopulismus im westeuropäischen Vergleich – Zur strukturellen und inhaltlichen Bestimmung eines eigenständigen Parteientypus. In: Uwe Backes, Eckhard Jesse (Hrsg.): Gefährdung der Freiheit. Extremistische Ideologien im Vergleich (= Schriften des Hannah-Arendt-Instituts für Totalitarismusforschung. Band 29). Vandenhoeck & Ruprecht, Göttingen 2006, ISBN 3-525-36905-0, S. 105 ff.
- mit Franz Egon Rode: Linkspartei.PDS und WASG im Bundestagswahlkampf 2005. Durch Linkspopulismus zum Erfolg? In: Winand Gellner, Martin Reichinger (Hrsg.): Deutschland nach der Bundestagswahl 2005. Fit für die globalen Aufgaben der erweiterten EU? (= Politik im Netz. 2005). Nomos, Baden-Baden 2006, ISBN 3-8329-1877-9, S. 45 ff.
- mit Franz Egon Rode: Populismus und Kleinparteien. Das Beispiel der Linkspartei.PDS. und der WASG vor dem Hintergrund der Bundestagswahl 2005. In: Uwe Jun, Henry Kreikenbom, Viola Neu (Hrsg.): Kleine Parteien im Aufwind. Zur Veränderung der deutschen Parteienlandschaft. Campus, Frankfurt am Main u. a. 2006, ISBN 3-593-38015-3, S. 161 ff.
- Die Berliner Republik – leere Worthülse oder Ausdruck einer Zäsur? Die alte und zugleich immer wieder neue Frage nach Kontinuität und Wandel. In: Eckhard Jesse, Roland Sturm (Hrsg.): Bilanz der Bundestagswahl 2005. Voraussetzungen, Ergebnisse, Folgen. VS Verlag für Sozialwissenschaften, Wiesbaden 2006, ISBN 3-531-14968-7, S. 307 ff.
- mit Frank Decker: Populismus auf schwierigem Terrain. Die rechten und linken Herausforderungsparteien in der Bundesrepublik. In: Frank Decker (Hrsg.): Populismus. Gefahr für die Demokratie oder nützliches Korrektiv? VS Verlag für Sozialwissenschaften, Wiesbaden 2006, ISBN 3-531-14537-1, S. 191 ff.
- Die westdeutsche Friedensbewegung: Entstehung, Entwicklung und Unterwanderungsversuche. In: Günther Heydemann, Eckhard Jesse (Hrsg.): 15 Jahre deutsche Einheit. Deutsch-deutsche Begegnungen, deutsch-deutsche Beziehungen (= Schriftenreihe der Gesellschaft für Deutschlandforschung. Bd. 89). Duncker & Humblot, Berlin 2006, ISBN 3-428-12130-9, S. 159 ff.
- Parteien in den alten Bundesländern seit 1990. In: Eckhard Jesse, Eckhart Klein (Hrsg.): Das Parteienspektrum im wiedervereinigten Deutschland (= Schriftenreihe der Gesellschaft für Deutschlandforschung. Bd. 94). Duncker & Humblot, Berlin 2007, ISBN 978-3-428-12624-8, S. 65 ff.
- Populismus und Charisma: zur elektoralen Erfolgs- und Mißerfolgsformel anhand zweier Beispiele in der bundesdeutschen Parteiendemokratie. In: Eckhard Jesse, Hans-Peter Niedermeier (Hrsg.): Politischer Extremismus und Parteien (= Schriftenreihe der Gesellschaft für Deutschlandforschung. Bd. 92). Duncker & Humblot, Berlin 2007, ISBN 978-3-428-12596-8, S. 147 ff.
- Ein schlafender Riese?. Die „erweiterte PDS“ in den Landtagswahlkämpfen Baden-Württemberg und Rheinland-Pfalz. In: Josef Schmid, Udo Zolleis (Hrsg.): Wahlkampf im Südwesten. Parteien, Kampagnen und Landtagswahlen 2006 in Baden-Württemberg und Rheinland-Pfalz (= Landespolitik. Bd. 3). Lit, Berlin u. a. 2007, ISBN 978-3-8258-0452-7, S. 147 ff.
- Die „Deutsche Stimme“ – Das intellektuelle Sprachrohr der NPD? In: Die NPD. Erfolgsbedingungen einer rechtsextremistischen Partei. (= Extremismus und Demokratie. Band 17). Nomos, Baden-Baden 2007, ISBN 978-3-8329-3122-3, S. 355 ff.
- Extremismus in Österreich. In: Eckhard Jesse, Tom Thieme (Hrsg.): Extremismus in den EU-Staaten. VS Verlag, Wiesbaden 2011, ISBN 978-3-531-17065-7, S. 265 ff.
- Idole in der Politik? Der Fall Dr. Karl-Theodor zu Guttenberg. In: Erna Lackner (Hrsg.): Neue Mythen in Kultur und Wirtschaft (= Reihe Kultur und Wirtschaft. Bd. 10). Studien-Verlag, Innsbruck u. a. 2011, ISBN 978-3-7065-5060-4, S. 111 ff.
- Nach Systemwechsel und Beitrittseuphorie: Euroskeptizismus in Ostmitteleuropa. In: Eckhard Jesse (Hrsg.): 1989 und die Perspektiven der Demokratie (= Veröffentlichungen der Deutschen Gesellschaft für Politikwissenschaft. Bd. 28). Nomos, Baden-Baden 2011, ISBN 978-3-8329-7084-0, S. 99 ff.
- Auf der Suche eines „good governance“. Die Kritik(er) der Globalisierung. In: Tilman Mayer, Robert Meyer, Lazaros Miliopoulos, H. Peter Ohly, Erich Weede (Hrsg.): Globalisierung im Fokus von Politik, Wirtschaft, Gesellschaft. Eine Bestandsaufnahme. VS Verlag, Wiesbaden 2011, ISBN 978-3-531-17821-9, S. 373 ff.
- Gefährden euroskeptische Populisten und Extremisten die europäische Integration? In: Klaus-Michael Kodalle, Johannes Achatz (Hrsg.): Populismus – unvermeidbares Element der Demokratie? (= Kritisches Jahrbuch der Philosophie. Beiheft. 10). Königshausen & Neumann, Würzburg 2012, ISBN 978-3-8260-5095-4, S. 55 ff.
- Populismus als Totengräber oder mögliches Korrektiv der Demokratie. In: Aus Politik und Zeitgeschichte. Nr. 5–6, Bonn 2012, S. 22–29.[14]
- „Einsamer-Wolf-Terrorismus“ – Neue Dimension oder drastischer Einzelfall? Was lernen wir aus dem Fall „Breivik“ in Norwegen? In: Kriminalistik. Unabhängige Zeitschrift für die kriminalistische Wissenschaft und Praxis. Band 67, Nr. 1, 2013, S. 25–35.
- Rechtsterrorismus statt Amoklauf. Eine notwendige Neubewertung des Attentats von München am 22. Juli 2016. In: Kriminalistik. Unabhängige Zeitschrift für die kriminalistische Wissenschaft und Praxis. Band 12, 2017, S. 731–738.
- Gibt es einen europäischen Kern des populistischen Denkens? In: Jennifer Schellhöh, Jo Reichertz, Volker Heins, Armin Flender (Hrsg.): Großerzählungen des Extremen. Neue Rechte, Populismus, Islamismus, War on Terror. transcript, Bielefeld 2018, ISBN 978-3-8376-4119-6, S. 97–112.
- Der Fall Anis Amri. Menetekel für den Rechtsstaat. In: Tom Thieme u. a. (Hrsg.): Demokratie in unsicheren Zeiten. Festschrift für Eckhard Jesse zum 70. Geburtstag. Nomos, Baden-Baden, 2018, ISBN 978-3-8487-4194-6, S. 173–183.
- Die Mär von der Zweiklassengesellschaft durch Digitalisierung. Empirische Befunde aus dem IT-Land Estland. In: Verwaltung & Management. Zeitschrift für moderne Verwaltung. 24, 2, 2018, ISSN 0947-9856, S. 100–106.
- e-Estonia. Europe´s Silicon Valley or a new 1984? In: Denise Feldner (Hrsg.): Redesigning Institutions: Consequences of and Concepts for the Digital Transformation. Springer Nature, Heidelberg et al. 2020, ISBN 978-3-030-27957-8, S. 215–228.
- Materializations of Populism in Today´s politics: Global Perspectives. In: Barbara Christophe, Heike Liebau, Christoph Kohl, Achim Saupe (Hrsg.): The Politics of Authenticity and Populist Discourses, Media and Education in Brazil, India and Ukraine. (= Palgrave Studies in Educational Media). Palgrave Macmillan, London 2021, ISBN 978-3-030-55473-6, S. 31–52.
- Einsamer-Wolf-Terrorismus. Die wechselseitige Inspiration als Schlüssel zur Prävention? In: Vanessa Salzmann (Hrsg.): Mythos Lone Wolf Terrorism? Digitale Radikalisierung autonom agierender Einzeltäter. Tagungsband, Hochschule der Polizei, Nordrhein-Westfalen, Münster 2021, S. 4–10, (hspv.nrw.de, PDF)
- Nach Christchurch, Halle und Hanau. Eine notwendige Neubewertung des Terrorismus durch rechtsgesinnte Einsame Wölfe. In: Journal for Intelligence, Propaganda and Security Studies. 14, 2, 2020, S. 203–221, (acipss.org)
- mit Hidenori Tsutsumi and Boyu Chen: Digital parties as personalistic-authoritarian business firm models. Is Japan following European trends? In: Oscar Barberà et al. (Hrsg.): Digital Parties. The Challenges of Online Organisation and Participation. Springer Nature, Heidelberg et al. 2021, S. 269–286, doi:10.1007/978-3-030-78668-7_14.
- mit Mario Schäfer: Searching for the philosopher´s stone. Counter-Strategies against Populism. In: Michael Oswald (Hrsg.): The Palgrave Handbook of Populism. Palgrave Macmillan, London 2022, S. 665–685, doi:10.1007/978-3-030-80803-7_40.
- mit Paul Schliefsteiner: Einzeltäter, radikal, potenziell labil und eigentlich „gar nicht mehr da“. Eine vergleichende Fallstudie der dschihadistischen Terroranschläge mit tödlichem Ausgang in Deutschland und Österreich seit 2015. In: Uwe Backes, Alexander Gallus, Eckhard Jesse, Tom Thieme (Hrsg.): Jahrbuch Extremismus & Demokratie. Nomos, Baden-Baden, 33. Jg., 2021, S. 195–218.
- Rechte Normalität. Warum sich die AfD im Süden Ostdeutschlands etabliert hat. In: Neue Gesellschaft/Frankfurter Hefte. Januar 2022, S. 45–47, (frankfurter-hefte.de)
- The Right-Wing Populist Disruption in the Berlin Republic. Opportunity structures and Success of the Alternative for Germany (AfD). In: John Robertson, Michael Oswald (Hrsg.): Flourishing Landscapes: Thirty Years of German Unification and the Legacy’s Impact, Festschrift für Winand Gellner zum Anlass seiner Emeritierung. Palgrave Macmillan, London 2022, S. 231–247, doi:10.1007/978-3-030-97154-0_8.
- Technokratischer e-Staat. Estland als best-practice-Beispiel in der Digitalisierungsdebatte? In: Andreas Wagener, Carsten Stark (Hrsg.): Die Digitalisierung des Politischen. Theoretische und praktische Herausforderungen für die Demokratie. Springer, Wiesbaden 2023, S. 87–118, doi:10.1007/978-3-658-38268-1_5.
- Halle als Menetekel. Die neuen Herausforderungen im rechten Terrorismus. In: Ministerium für Justiz und Verbraucherschutz Sachsen-Anhalt (Hrsg.): Tagungsdokumentation: Jüdische Juristen in Sachsen-Anhalt, Magdeburg 2022, S. 70–79,
- zus. mit Paul Schliefsteiner und Christoph Schiebel: The Interrelation and Dynamics between the “Reichsbürger” and the “Querdenker” in Germany and Austria, in: Perspectives on Terrorism, April (2023), S. 123–143,
- Der Aufstieg des parteiförmigen Rechtsextremismus in russischer Nachbarschaft. Der Fall Estland, in: ZRex. Zeitschrift für Rechtsextremismusforschung, 3 (2023) 1, S. 35–51, https://www.budrich-journals.de/index.php/zrex/article/view/41730
- zus. mit Isabelle Borucki: Debating E-Voting throughout Europe. Constitutional Structures, Parties’ Concepts and Europeans’ Perceptions, in: Frontiers in Political Science (2023), 17. Mai 2023, Band 5, doi:10.3389/fpos.2023.982558
- Der neue Tätertypus des rechtsgesinnten „lone wolf“ und die Unterschätzung der virtuellen Dimension, in: Thomas-Gabriel Rüdiger, Petra Saskia Bayerl (Hrsg.): Handbuch Cyberkriminologie 2. Kriminologie für das digitale Zeitalter, Springer: Wiesbaden 2023, S. 131–164, doi:10.1007/978-3-658-35442-8_36
- zus. mit Christoph Schiebel: Promoting Peace to End Russia`s War against Ukraine. An unholy alliance between the Far-right and Far-left in Germany? in: Holger Mölder/Camelia Voinea/Vladimir Sazonov (Hrsg.): Producing Cultural Change in Political Communities. The Impact of Populism and Extremism on the International Security Environment, Book series: Contribution to political science, Springer: Heidelberg et al. 2023 S. 197–215, doi:10.1007/978-3-031-43440-2_10.
- Radikalisierung im Kontext der neuen Weltunordnung, in: Fachhochschule des bfi Wien (Hrsg.): Schriftenreihe der Zeitschrift „Wirtschaft und Management“, Mai, Sonderausgabe: Festschrift für Michael Thöndl, Wien 2024, S. 13–17, https://fhpub.fh-vie.ac.at/obvbfioa/download/pdf/9951500?originalFilename=true
- Die neue Gefahr des islamistischen Terrorismus on- und offline. Eine Analyse des vereitelten Terroranschlages auf die Massenveranstaltung „Taylor-Swift-Konzert“ im August 2024 in Wien, in: Kriminalistik. Unabhängige Zeitschrift für die kriminalistische Wissenschaft und Praxis, (2024) 11, S. 610–616, https://www.kriminalistik.de/aktuelle_ausgabe_kriminalistik.htm
- Digitalisierung in Estland, in: Tanja Klenk/Frank Nullmeier/Göttrik Wewer (Hrsg.): Digitalisierung in Staat und Verwaltung. Ein Handbuch, https://doi.org/10.1007/978-3-658-23669-4_99-1, S. 1057–1072.

## Fernsehbeiträge
- Der Terror der einsamen Wölfe. MDR / Das Erste, 3. August 2020 (1 Jahr online)
- Die Schüsse von München. Sky-Doku, Juli 2022.